# Турига Насионал
Турига Насионал (на португалски: Touriga Nacional) е червен винен сорт грозде, с произход долината на река Дуро, Португалия. Той е най-важният и определящ от петте сорта препоръчвани за направата на червените вина „Порто“. Освен в Португалия (1100 ха), насаждения има в Узбекистан, Калифорния (САЩ), ЮАР, Аржентина и Австралия.
Синоними: Bical Tinto, Mortagua, Mortagua Preto, Preto Mortagua, Tinta Mortagua, Toiriga, Touriga, Touriga Fina, Touriga femea, Tourigao, Tourigo, Tourigo Antigo, Tourigo do Dão, Touriva, Turiga, Turiva.
Средно късен сорт. Лозите се отличават със среден растеж. Устойчив на студ и гъбични забчолявания.
Гроздът е среден, коничен или цилиндрично-коничен, често двоен, средно плътен. Зърната са дребни и средни, кръгли или закръглено-овални, черни, с плътен восъчен налеп. Кожицата е средно дебела. Месото е сочно.
Младите вина от Турига Насионал се отличават с плътен цвят, високо съдържание на алкохол и танини и аромат на плодове, кожа и виолетки. При отлежаването вкусовите и ароматните им качества се подобряват с нотки на лека пиперливост и черница. В Португалия Турига Насионал съставлява важна част от купажа за червените вина „Порто“ произвеждани в долината на река Дуро, заедно със сортовете Тинта Рориз, Тинта Као, Турига Франка и Тинта Барока.